# Чадибе
Чадибе (англ. Chadibe) — сельский населённый пункт на востоке Ботсваны, на территории Центрального округа.

## Географическое положение
Деревня находится в восточной части округа, немного западнее реки Шаше, на расстоянии приблизительно 415 километров к северо-северо-востоку (NNE) от столицы страны Габороне. Абсолютная высота — 1037 метров над уровнем моря.

## Население
По данным официальной переписи 2011 года численность населения составляла 4587 человек.
Динамика численности населения Чадибе по годам:
| 1991 | 2001 | 2011 | 2013 |
| ---- | ---- | ---- | ---- |
| 742  | 1192 | 4587 | 5537 |